# الرواشد (الغوالم)
الرواشد هي إحدى مشيخات المملكة المغربية، تتبع جغرافيا لإقليم الخميسات وإداريًا لالغوالم. يقدر عدد سكانها بـ 2595 نسمة حسب الإحصاء الرسمي للسكان والسكنى لسنة 2004.